# Caroline Powell (sciatrice)
Caroline Powell (29 giugno 1994) è una sciatrice alpina britannica, maestra di sci e guida vedente alle Paralimpiadi, vincitrice di quattro medaglie ai Giochi paralimpici invernali del 2014 a Soči, di cui 3 argenti e un bronzo.

## Biografia
Nata nel 1994, Powell ha iniziato a sciare all'età di due anni. Ha fatto parte per la prima volta della squadra di sci britannica a Champéry, Les Crosets nel gennaio 2010. È maestra di sci e allenatrice qualificata.

## Carriera
Ai Giochi paralimpici invernali del 2014 a Soči, Powell ha vinto medaglie d'argento nella discesa libera, nello slalom speciale e nella supercombinata, oltre alla medaglia di bronzo nel supergigante, come guida della sciatrice ipovedente Jade Etherington.
Dopo aver vinto il 14 marzo 2014 una medaglia d'argento nel superG, evento per non vedenti, lei e Jade Etherington sono diventate le atlete britanniche di maggior successo alle Paralimpiadi invernali femminili, e le prime britanniche a vincere quattro medaglie in un'edizione di Giochi paralimpici.

### Paralimpiadi
- 4 medaglie:
  - 3 argenti (discesa libera, slalom gigante e combinata a Soči 2014)
  - 1 bronzo (supergigante a Soči 2014)

### Mondiali
- 1 medaglia:
  - 1 bronzo (supergigante a La Molina 2013)